# Edwin Neal
Edwin Neal est un acteur américain né le 12 juillet 1945 à Houston au Texas.

## Biographie
Il est connu pour son rôle de l’auto-stoppeur dans Massacre à la tronçonneuse de Tobe Hooper en 1974 et aussi pour son rôle du 'Seigneur Zed' dans la série Power Rangers.

## Filmographie
- 1974 : Massacre à la tronçonneuse : l'auto-stoppeur
- 1991 : JFK : interrogateur de Mercer
- 1991 : K 2000 : La Nouvelle Arme : magasinier
- 1993 : My Boyfriend's Back : Acolyte de Big Chuck
- 1993 : Power Rangers : Turbo : Rygog
- 1993-1996 : Power Rangers : Mighty Morphin : Lord Zedd  (6 épisodes)
- 1997 : Power Rangers Turbo, le film : Lord Zedd

## Doublage
- 1996 : Sonic the Hedgehog: The Movie : Le Président et Dr. Eggman/Robotnik
- 1998 : Queen Emeraldas : Tochiro Oyama
- 1997 : Ninja Resurrection : Souiken Mori

## Jeu vidéo
- 2023 : The Texas Chain Saw Massacre : L'autostoppeur (visage et voix)